# Secamone schimperiana
Secamone schimperiana là một loài thực vật có hoa trong họ La bố ma. Loài này được (Hemsl.) Klack. miêu tả khoa học đầu tiên năm 1992.